# NGC 1642
NGC 1642 este o galaxie spirală situată în constelația Taurul. A fost descoperită în 29 decembrie 1861 de către Heinrich Louis d'Arrest.